# 100メガビット・イーサネット
100メガビット・イーサネット (100-megabit Ethernet, 100MbE) は、100Mbpsの転送速度の持つイーサネットの総称。一般的にはファーストイーサネット (Fast Ethernet, FE)とも呼ぶ。

## 種別
2015年現在までに標準化されている物理層規格を以下に示す。家庭内LANでは100BASE-TXが主に使用されている。IEEE 802.3uでは100BASE-TX/T4/T2を総称として100BASE-Tと呼んでいる。
リピータは2段接続までに制限されているが、2011年9月の改版をもってリピータ動作規定は更新停止となっている。日本語では習慣的に100BASEを「ひゃくベース」と発音する。
| 媒体         | 名称         | 規格           | ケーブル    | 距離長 | 用途                         |
| ------------ | ------------ | -------------- | ----------- | ------ | ---------------------------- |
| ツイストペア | 100BASE-TX   | 802.3u-1995    | Cat.5 (2対) | 100m   | ツイストペア                 |
| ツイストペア | 100BASE-T4   | 802.3u-1995    | Cat.3 (4対) | 100m   | ツイストペア(低周波・半二重) |
| ツイストペア | 100BASE-T2   | 802.3y-1997    | Cat.3 (2対) | 100m   | ツイストペア(低周波・全二重) |
| ツイストペア | 100BASE-T1   | 802.3bw-2015   | 撚対線1対   | 15m    | 車載用ツイストペア           |
| ツイストペア | 100VG-AnyLAN | 802.12-1995    | Cat.3 (4対) | 100m   | ツイストペア(トークンリング) |
| 光ファイバ   | 100BASE-FX   | 802.3u-1995    | MMF         | 2km    | 光ファイバ                   |
| 光ファイバ   | 100BASE-SX   | TIA-785-1-2002 | MMF         | 300m   | 光ファイバ短距離             |
| 光ファイバ   | 100BASE-LX10 | 802.3ah-2004   | SMF         | 10km   | 光ファイバ長距離             |
| 光ファイバ   | 100BASE-BX10 | 802.3ah-2004   | SMF         | 10km   | 光ファイバ長距離(単芯)       |

### 100BASE-TX

MLT-3符号化例 (左端の薄色は事前状態)

1995年にIEEE 802.3uとして標準化。伝送路としてカテゴリ5以上のUTPケーブルを用いて最大100m接続できる。ファーストイーサネットの最も主要な方式で、100Mbpsの全二重通信を達成している。
10BASE-Tと同じく、ツイストペアのうち2対4線を使い、送信にピン1・2、受信にピン3・6を用いる。符号処理では4B5B変換が使われる。MACからMII経由で送付要求が来たときは、4ビットの生データを0/1の連続が少ない形式の5ビットに変換する。送付データがない状態のときはアイドルモードとして5ビットの1を送り続ける。これらは125MBaudのシンボルレートでMDIに出力され、MDIへの出力時にはMLT-3 (Multi-level Transmit with 3 levels)符号が用いられる。MLT-3では、電圧レベルを-1V→0V→+1V→0Vの順で繰り返し、電圧維持・電圧変動でそれぞれ0/1を表現する。この方式により電気信号の1周期は最短で4シンボル分となるため、必要となるケーブル周波数はシンボルレートの1/4に相当する31.25MHzで済む。この方式は、FDDI仕様であるANSI INCITS X3.263の内容を流用している。

### 100BASE-T4
1995年にIEEE 802.3uとして標準化し、2003年9月に更新停止となった方式。カテゴリ3のUTPケーブルで半二重通信をサポートする。
ツイストペアの4対8線すべてを使い、送受にそれぞれ3対を用いる。ピン1・2を送信用に、ピン3・6を受信用に、ピン4・5と7・8の2対は送受を切り替えながら使う。
符号処理では8B6T (8-bit to 6-ternary)を使用する。8ビットを三進数6桁に変換し、2桁ずつパルス振幅変調(PAM3)のシンボルで表現して3対に並列送信している。これを25MBaudの回線速度で送ることで、{\displaystyle 25{\mbox{M[symbol/s]}}\times 8{\mbox{[bit]}}\div 6{\mbox{[symbol]}}\times 3{\mbox{[lane]}}=100{\mbox{M[bps]}}}を達成している。
この方式により電気信号の1周期は最短で2シンボル分となるため、必要となるケーブル周波数はシンボルレートの1/2に相当する12.5MHzで済む。

### 100BASE-T2
1997年にIEEE 802.3yとして標準化し、2003年9月に更新停止となった方式。伝送路としてカテゴリ3のUTPケーブルを用いての全二重通信が可能となった。
| 100BASE-T2 シンボル | 000 | 001 | 010 | 011 | 100 (ESC) |
| PAM5 信号レベル     | 0   | +1  | -1  | -2  | +2        |

ツイストペアのうち2対4線を使い、ハイブリッド回路によるエコー除去によって2対を同時に送受信に用いている。符号処理では、25MBaudの回線速度でPAM5として2対に並列送信する。主データはスクランブル処理で0/1の連続が少ない形式に変換し、2ビットずつ先頭に0を付加したシンボルを送付する。データ開始・終了・エラー状態ではESCシンボルが使われる。必要となるケーブル周波数はシンボルレートの1/2に相当する12.5MHzとなっている。

普及しなかったが、この方式が後発の1000BASE-Tで一部流用されている。

### 100BASE-T1
2015年にIEEE 802.3bwとして標準化。伝送路にツイストペアケーブルの1対2線を使用するシングルペアイーサネットの1つとして、車載向けにBroadR-Reachという名称で開発された。
ケーブルは最長15m接続でき、接続コネクタはIEC 63171-1およびIEC 63171-6で規定されている。後発の802.3bu-2016ではPoEのような給電にも対応しており、特にこの形態のものは PoDL (Power over Data Lines)と呼ぶ。
符号化では、4b/3b変換、スクランブル処理、3B2T (3-bit to 2-ternary)などを経てPAM3シンボルを生成し、回線速度66.67MBaudでデータレート100Mbpsを達成している。

### 100VG-AnyLAN
1995年にIEEE 802.12として標準化し、2001年1月に更新停止となった方式。1992年にヒューレッドパッカード社が提案した100BASE-VGが前身となっており、この名称で呼ばれることもある。規格名の「VG」は音声品質(Voice Grade)に相当するカテゴリー3ケーブルを意味し、最長100mの接続が可能となっている。
100BASE-VGでは、符号化に5b/6b変換によるNRZを用いて30MBaudの伝送速度でツイストペア4対すべてを送受切り替えながら使う。100Mbpsの半二重通信をサポートするが、CSMA/CDによる衝突検知方式ではなくトークンリングによる巡回方式が採用されている。スイッチングハブが各ポートにUTPケーブルで接続された端末の送信要求を巡回して通信制御することで、送信待ちの時間が一定になる。
標準化ではさらに100BASE-VGと10BASE-Tの接続ポートをそれぞれ同じアダプタに統合して持つことができる仕様が策定されており、イーサネットフレームだけでなくトークンリングフレームの形式もサポートされている。規格名の「AnyLAN」はどのようなフレーム書式でもカバーできることを意味する。
従来のトークンリングとの最大の相違点は、スイッチングハブの装置内部でトークンリングが形成されている点である。これにより、どこか1か所が切れればネットワークが分断されるトークンリングの弱点や、衝突による再送待ちが発生するCSMA/CDの弱点を克服している。さらに、端末からハブまでをUTPケーブルで接続するだけで良いイーサネットの利便性と、トークンリング特有のネットワークのスループットの高さが引き継がれている。
しかし、従来の10BASE-Tからの製品ラインを持つメーカーが、新旧混在環境でも動作する100BASE-TXのスイッチングハブを安価に生産・供給したため、VGは価格的にも導入の手間でも不利となった。100BASE-TX同様に100VG-AnyLANアダプタのみ安価に提供することで10BASE-Tのネットワークとして運用し、普及後にはポートを繋ぎ変えて100BASE-VGで運用する戦略もあったが、狙い通りには市場に受け入れられなかった。

### 100BASE-FX
1995年にIEEE 802.3uとして標準化。光ケーブルを伝送路として送受に2本使用する。信号源に1300nm波長帯を使い、この波長帯のモード帯域幅500km・Hzを持つマルチモードファイバー(MMF)で2km接続できる。
光学仕様や符号処理はFDDI仕様であるISO/IEC 9314をほぼ流用している。MACから受け取った4ビットの生データを4B5Bで0/1の連続が少ない5ビットに変換し、125MHzの伝送速度でNRZI出力する。

### 100BASE-LX10
2004年にIEEE 802.3ahとして標準化。光ケーブルを伝送路として送受に2本使用する。信号源に1310nm波長帯を使い、シングルモードファイバー(SMF)で10km接続できる。
また、以下のようなベンダ独自の規格名称で、レーザー出力を高めたり波長を変えたりしてさらに長距離に対応した実装がある。
- 100BASE-EX: SMFで40kmの接続に対応したもの。
- 100BASE-ZX: 1550nm波長帯を用いたもので、70km〜120km程度のもの。

### 100BASE-BX10
2004年にIEEE 802.3ahとして標準化。伝送路として1本のシングルモードファイバー(SMF)で10km接続できる。下りに1490nm、上りに1310nmの異なる波長を使用することで両方向伝送を実現しており、それぞれ100BASE-BX10-D, 100BASE-BX10-Uと呼ぶ。規格名のBは双方向(bi-direction)を意味する。同様の方式のもので、レーザー出力を高めてさらに長距離に対応した実装もある。